# کوالیتی استریت
کوالیتی استریت (انگلیسی: Quality Street) مجموعه‌ای منتخب از تافی شکلاتی است به همراه بسته‌بندی‌های فلزی جداگانه که نخستین مرتبه در سال ۱۹۳۶ توسط مکینتوش انگلستان تولید شد. نام انتخاب‌شده برای این محصول برگرفته از نمایش‌نامه‌ای است تحت همین عنوان کوالیتی استریت (نمایش‌نامه) (خیابان کیفیت) در ۴ پرده اثر جیمز بری. امروزه این محصول توسط نستله تولید می‌شود

## نگارخانه

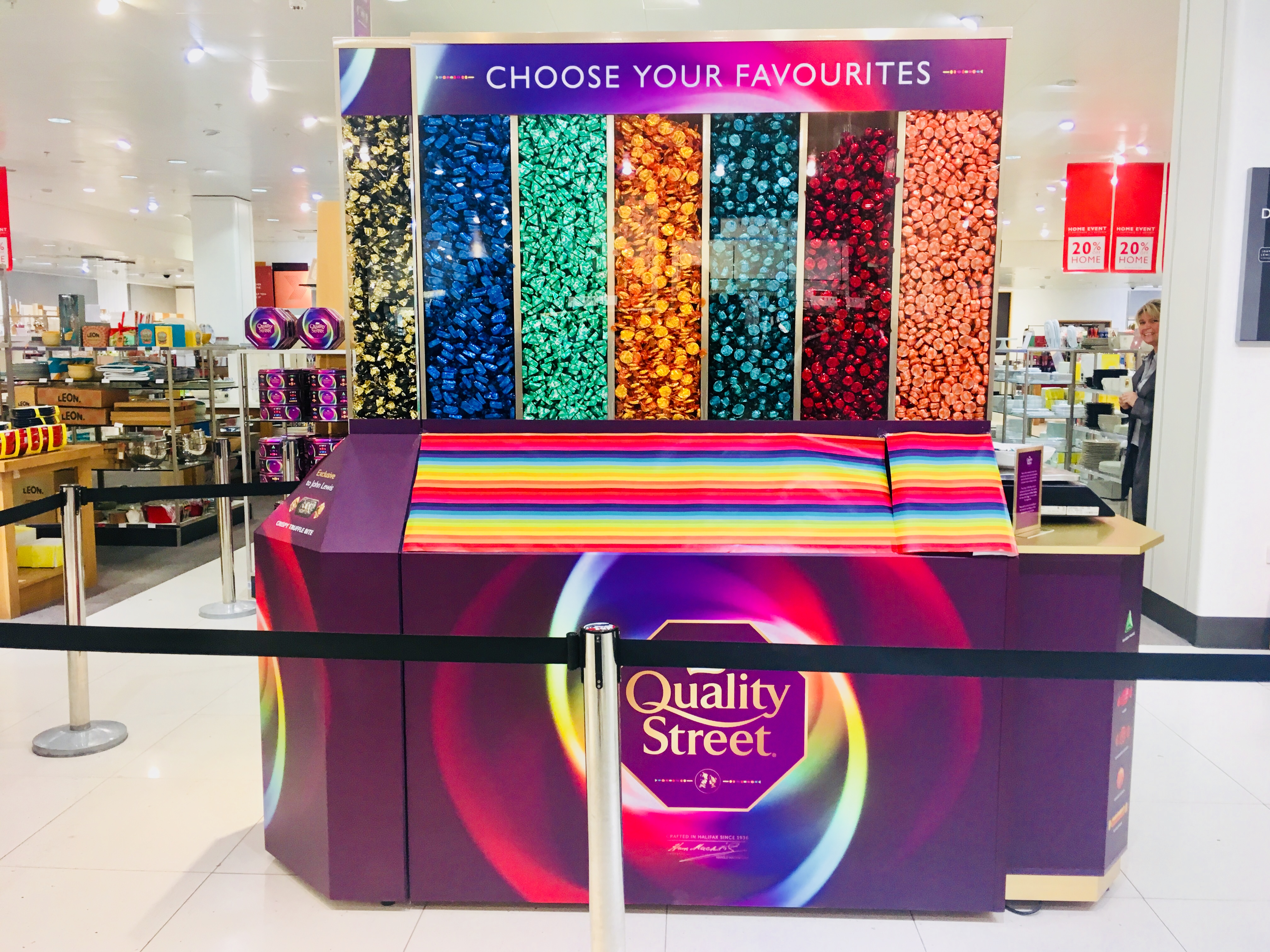
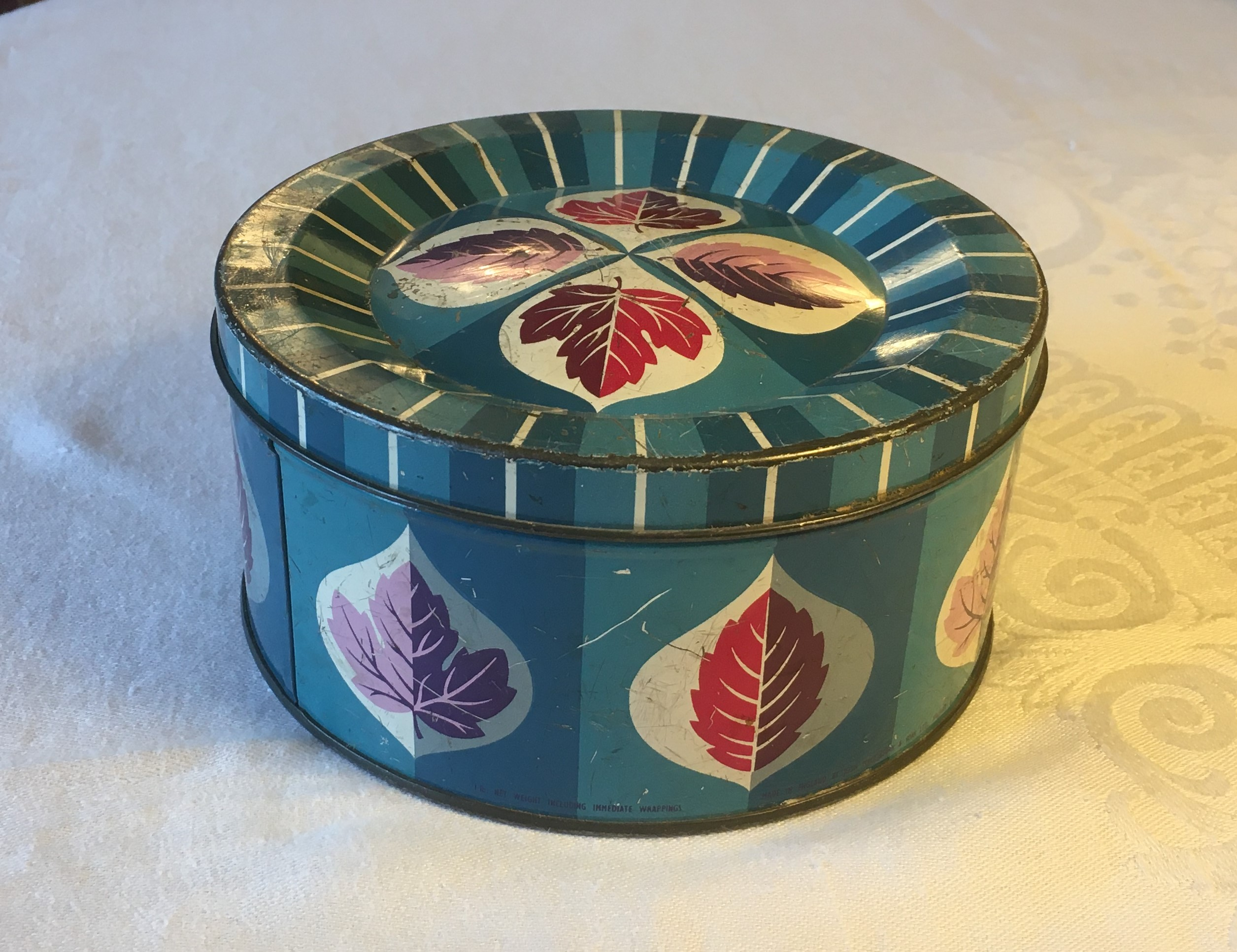
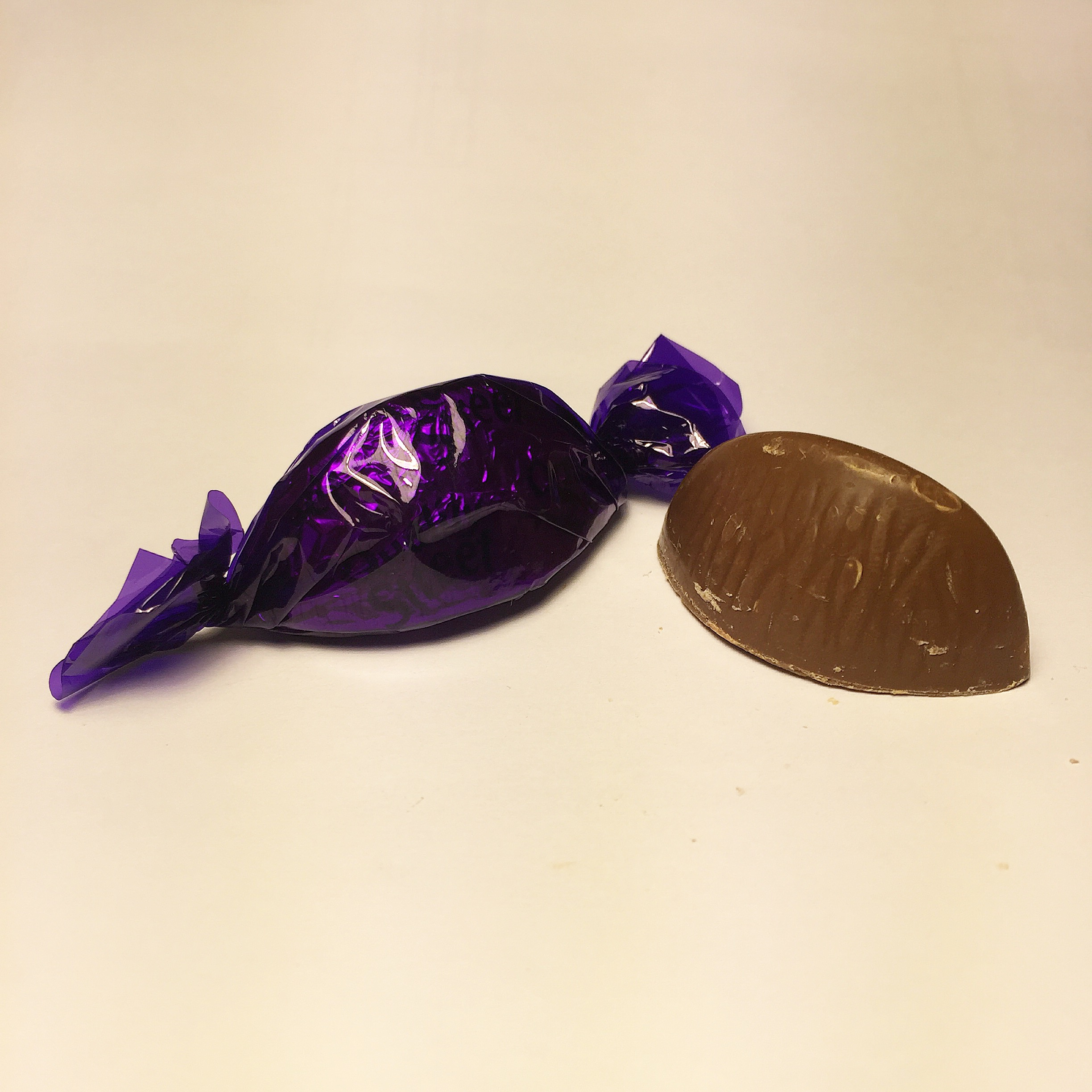